# 1803 год в истории железнодорожного транспорта
1803 год в истории железнодорожного транспорта

## События
- 26 июля — Полное открытие первой общественной железной дороги в Англии — железной рельсовой дороги Сюррея (англ. Surrey Iron Railway).[1]

## Новый подвижной состав
- Ричард Тревитик построил один из первых паровозов - Пенидаррен.

## Персоны

### Родились
- 16 октября — Роберт Стефенсон, инженер и конструктор локомотивов.